# Oryzias songkhramensis
Oryzias songkhramensis är en fiskart som beskrevs av Magtoon 2010. Oryzias songkhramensis ingår i släktet Oryzias och familjen Adrianichthyidae. IUCN kategoriserar arten globalt som otillräckligt studerad. Inga underarter finns listade i Catalogue of Life.